# 小村大樹
小村 大樹（おむら だいじゅ、1976年4月25日 - ）は、文化人、教育者、作家、キャリアアドバイザー、メンタルトレーナー、掃苔家、トータルプロデューサーである。
東京都立川市出身。

## 略歴
東京都立川市で生まれる。立川市立第八中学校から日本大学明誠高等学校を経て、1996年、法政大学経済学部経済学科に入学し、経営学部組織心理のゼミで学ぶ。大学3年時に1年間休学し、1998年にアメリカ合衆国ロサンゼルスでレストラングループ「新撰組（英語: Shin-Sen-Gumi）」のオーナーである重田光康のもとで修業をし、またカリフォルニア州立大学ロングビーチ校に留学する。
2001年、法政大学経済学部経済学科を卒業後、スポーツメンタルトレーナーの第一人者である高畑好秀に師事し、メンタルやコーチングの普及活動を行いながら、スポーツ領域のメンタルコーチ、教育機関や消防庁に対してメンタルトレーニングに関する講演するなど幅広く活動する。またコーチズ医科学チームに属し組織心理を担当。チーム運営・構成・リーダーシップ・モチベーション・意志決定や選手と指導者の関係など各スポーツで指導。
2004年、多くのスポーツマネジメント会社等の立ち上げに参画・協力。総合格闘家の大山峻護、テコンドーの岡本依子、プロ野球球団3軍選手やプロアマ問わずサポートを行った。
2006年、総合学園ヒューマンアカデミーに入り、教育者に転身。主にスポーツマネジメント講座を担当した。また通信制のヒューマンキャンパス高等学校社会科教諭として、2013年からは横浜市立横浜商業高等学校スポーツマネジメント科アドバイザー＆講師として教壇にも立つ。
2015年、NPO法人スポーツ業界おしごとラボを設立。翌2016年にはスポーツ以外の人たちのサポートをするために一般社団法人ファンダシオンを設立、2017年には厚生労働省認可の小村スポーツ職業紹介所を開所する。
2018年、日本トップリーグ連携機構にて2020年開催予定の東京オリンピックに向けてホッケーの普及活動等の仕事に従事。また、三菱総合研究所が取り組むアスリートのセカンドキャリア事業の専任講師やアドバイザーを務め、プロジェクトメンバーとなる。
2019年、「歴史が眠る多磨霊園」（花伝社）で作家デビューを果たす。
2022年、「逆境力 難病、子宮頸がんを乗り越えアイドルから政治家へ」（日本橋出版、夏目亜季著）の編集を務める。

## 人物

### スポーツメンタルトレーナー
ゴルフアカデミーの専属メンタルコーチ、現広島東洋カープ監督の佐々岡真司、元プロ野球選手の河内貴哉、三井浩二の専属メンタルトレーナーを務める。その他のプロ野球選手、Jリーガー、格闘家、オリンピック選手などのサポートする傍ら、多くのスポーツマネジメント会社等の立ち上げに参加、協力をする。プロ野球球団３軍選手やプロアマ問わずサポートを行った。メンタルやコーチングが認知普及された後は、それらを目指す人たちへの講師やアドバイザーを担う。

### 教育者
2006年、総合学園ヒューマンアカデミーに入り教育界へ転身。主にスポーツ系のカレッジやどの学校よりも先駆けてスポーツマネジメント講座立ち上げに関わり、講師・運営・学務・就職・広報・渉外など担当。現在もアドバイザー兼講師としてスポーツマネジメント講座や通信制 ヒューマンキャンパス高等学校社会科教諭、2013年からは横浜市立横浜商業高等学校スポーツマネジメント科アドバイザー＆講師、2016年には、公益財団法人東京しごと財団のおしごとセンターのスポーツの仕事特別講演講師、長崎県スポーツコミッションスポーツマネジメント人材育成講座構築＆講師を務める。2018年には、一般社団法人東京都中小企業診断士協会認定スポーツビジネス研究会講師を務めた。

### キャリアアドバイザー
2015年には、スポーツ業界を目指す若者の育成と橋渡し役になる志を持ち、NPO法人スポーツ業界おしごとラボを設立した。翌2016年には、子供の不登校や引きこもり対策等、スポーツ関係以外の支援などをするために一般社団法人ファンダシオンを設立。2017年には厚生労働省認可の小村スポーツ職業紹介所を開所し所長になる。同時にエイベックススポーツ株式会社が運営していた「athlete club」にも携わる。何かを教えるよりも、あなたが何者でありどういう未来を創るのかをサポートするデュアルメイキングを得意とする。セカンドキャリアプロアドバイザーとしてのキャリアは20年。

### プロデューサー
2016年に、三鷹RIスタジオにてトークライブイベントを実施し、夏目亜季（アイドル）や木村リサ（シンガーソングライター）などが出演している。その他多くのイベント等の主催やプロデュースを手掛ける。2018年日本トップリーグ連携機構では、ビジネスマネジメント講座実践編の構築とファシリテーターを担当した。2019年3月17日に駒沢オリンピック公園総合運動場で行われた男女ホッケー日本代表戦の企画立案運営を行う。また、三菱総合研究所が取り組むアスリートのセカンドキャリア事業の専任講師やアドバイザーを務め、2019年からはプロジェクトメンバーとなる。

### コーディネーター
2015年からスポーツ関係者を招いた交流座談会「すごトーク」を3年間で計211回構築実施する。2018年からは、ニコニコ生放送にて悩み相談・問題発見解決番組「すごカフェ」を配信。月2回、月曜日 20時30分-22時。
座右の銘を「他人（ヒト）に全力」としており、子供、学生、大人、有名人、スポーツ選手関係なく個人向けの特に未来に向かったコーディネートをしている。

### 掃苔家（多磨霊園著名人研究家）
1997年、大学生時代に多磨霊園の横にある石材屋でバイトをしたことをきっかけに多磨霊園に眠る著名人の墓めぐりを始める。1998年、「歴史が眠る多磨霊園」（多磨霊園に眠る著名人に関する最大のデータベース）のホームページを制作し、現在に至るまで20年間休まず毎週更新を実施し続け、掲載している人物は3,000名を超える。このサイトを通じて多くのご遺族と親交し、歴史学者や郷土史家、出版社らへの情報提供も行う。『完全ガイド有名人の墓巡礼』（扶桑社）では一部執筆を担当した。また、多磨霊園で著名人の墓めぐりをする中、旧日本陸軍731部隊の精魂塔を初めて特定した。2018年には『歴史が眠る多磨霊園』のスピンオフとして株式会社ニュース・サービス・センターが運営しているニュースサイトコラムを連載した。歴史が眠る多磨霊園をホームページを運営する中、2019年に著名人を厳選してまとめたものを本「歴史が眠る多磨霊園」として出版した。歴史が眠る多磨霊園が関わり、著者への情報提供や参考文献項目での紹介などをされた本は以下の通り。また、2022年には、YouTubeチャンネル「歴史が眠る多磨霊園チャンネル」を開設、多磨霊園百周年記念事業検討委員会メンバーの一員にもなっている。
- 『歴史が眠る多磨霊園』（花伝社）
- 731部隊と戦後日本―隠蔽と覚醒の情報戦（花伝社）加藤哲郎著
- 飽食した悪魔の戦後 731部隊と二木秀雄「政界ジープ」（花伝社）加藤哲郎著
- 東京多磨霊園物語　－時代を彩ったあの人々に出会う－（明石書店）立元幸治著
- 著名人の墓所（東京・神奈川とその近県）（星雲社）森光俊著
- 新婦人協会の人びと（ドメス出版）折井美那子・女性の歴史研究会 編著
- 有名人の墓巡礼（扶桑社ムック）
- 徳川将軍家墓碑総覧（星雲社）秋元茂陽著
- 東京・神奈川とその周辺　著名人の墓碑録（星雲社）母里三十四著
- 追録・著名人の墓碑録（神谷書房）母里三十四著
- 日本女性史大辞典（吉川弘文館）金子幸子編、黒田弘子編、菅野則子編、義江明子編
- 自決―こころの法廷（日本放送出版協会（NHKライブラリー））澤地久枝著
- 幕末維新江戸東京史跡事典（新人物往来社）

### トータルプロデューサー
母である作詞家の小村みじゅの作品をトータルプロデューサーとして制作に携わる。

#### CD
- 河田純子「笑顔」「あいたくて」シングル盤（2013年）
- 大山奈緒「途中下車」シングル盤（2013年）
- dAiSukE「さくら道」「つむぎ」シングル盤（2014年）[7]
- チーム太陽「笑顔でつながる愛にありがとう」オムニバスアルバム（2013年）
- 夏目亜季「負けない」/「笑顔」シングル盤（2015年）
- めぐみのおと「あいたくて」（2020年）

#### 文化イベント
- トークライブ出演者：夏目亜季（アイドル）、木村リサ（シンガーソングライター）、山田ゴロ（漫画家）、もりけん（漫画家）、すぎやまゆうこ（漫画家）他
- 立川まんがぱーく連携主催「子どもたちのマンガ教室」（2015年～2017年）講師：すぎやまゆうこ、「マンガフォーラム」（2017年）講師：山田ゴロ
- 立川市未来センター連携主催「子どものためのマジック教室」（2017年）講師：MEGURU、 「大人のためのマジック教室」（2016年～2017年）講師：アレス
- 立川市錦商店街振興会主催「鬼うまフェス」の実行委員（2015年～2018年）※2018年度「東京商店街グランプリ」特別賞受賞

## 出演

### ラジオ
- ラヂオつくば - 登山家の小西浩文がパーソナリティーをつとめる「日本の答えはここにある」ゲスト出演　2015年5月19日・5月26日放送

### MV
河田純子「笑顔」（2013年）

### 映画
長編映画「JOINT」（2020年11月20日 公開、イーチタイム）トライトン社 新取締役社長 役

## 著書
- 「最新野球の練習法」（主婦の友社）共著-2002年
- 「歴史が眠る多磨霊園」（花伝社）-2019年

## 編集
- 「逆境力 難病、子宮頸がんを乗り越えアイドルから政治家へ」（日本橋出版、夏目亜季著）

## 番組
ニコニコ生放送「すごカフェ」2018年1月～